# 5 janvier 1800
Le 5 janvier 1800 est le 5e jour de l'année 1800 du calendrier grégorien. Il s'agit d'un dimanche.

## Évènements
- Traité entre la République française et la République batave sur des cessions de territoires et autres points litigieux[1].
- Échouage du HMS Mastiff (en)[2].

## Naissances
- Louis-François Laurin, céramiste français.[réf. souhaitée]

## Art et culture
- Premier discours de Benjamin Constant au Tribunat, dans lequel il dénonce « le régime de servitude et de silence » qui se prépare[3].